# Craticulina digreosum
Craticulina digreosum är en tvåvingeart som beskrevs av Seguy 1953. Craticulina digreosum ingår i släktet Craticulina och familjen köttflugor.
Artens utbredningsområde är Mauretanien. Inga underarter finns listade i Catalogue of Life.